# Marta Romagna
Marta Romagna (Milano, 3 dicembre 1974) è una danzatrice italiana, prima ballerina al Teatro alla Scala di Milano dal 2001 al 2021.

## Biografia
Dopo un inizio nella ginnastica artistica, nel 1985 viene ammessa alla Scuola di ballo dell'Accademia Teatro alla Scala di Milano. Si diploma nel 1993 ed entra subito a far parte del Corpo di Ballo del Teatro alla Scala. Debutta a soli 19 anni, quando Elisabetta Terabust, direttrice del corpo di ballo della Scala, le affida il ruolo di Giulietta in Romeo e Giulietta, in coppia con Roberto Bolle. In seguito Bolle sarà suo partner in numerosi ruoli. 
Dal 1997 è invitata regolarmente a galà e rassegne internazionali.
Nel 2001 viene nominata prima ballerina da Frédéric Olivieri e danza al Piermarini in questa veste per vent'anni, fino al ritironel dicembre 2021.

## Ruoli
Marta Romagna interpreta sin dall'inizio della sua carriera ruoli sia classici sia moderni. Tra i più significativi:
Altre interpretazioni:
- L'Arlésienne di Roland Petit
- Le Jeune homme et la Mort di Roland Petit
- La bella addormentata nel bosco di Marius Petipa
- Rubies, in Jewels di George Balanchine
- Sogno di una notte di mezza estate di George Balanchine
- Jeunehomme di Uwe Scholz
- The Cage di Jerome Robbins
- Petite Mort di Jiri Kylian
- Carmen di Amedeo Amodio
- La Dame aux Camélias di John Neumeier e di Derek Deane

## Riconoscimenti
- Premio  del Rotary Club come miglior allieva della Scuola di ballo del Teatro alla scala, 1993 [1]
- Premio Leonida Massine a Positano, 2001 [1][4]
- Ospite al Festival dei Due Mondi a Spoleto, 2001
- XXXVII Premio “Nel simbolo della Musa Tersicore” a Firenze
- Premio “Un gesto d'amore XIV Edizione” in occasione del Gran Galà di San Valentino a Terni
- Premio “Anita Bucchi” a Roma come migliore interprete femminile nella danza, 2007
- Premio “Ape d'Oro” come cittadina benemerita della Città di Segrate, 2008

## Vita privata
Marta Romagna vive a Milano ed è sposata con il collega Alessandro Grillo, anch'egli primo ballerino al Teatro alla Scala, con il quale ha due figli.